# 9063 Washi
9063 Washi este un asteroid din centura principală de asteroizi.

## Descriere
9063 Washi este un asteroid din centura principală de asteroizi. A fost descoperit pe 17 decembrie 1992 la Geisei de Tsutomu Seki. El prezintă o orbită caracterizată de o semiaxă mare de 2,31 ua, o excentricitate de 0,16 și o înclinație de 4,8° în raport cu ecliptica.